# Jeff Smith (motorcrosser)
Jeff Vincent Smith OBE (Colne, 1934) is een Brits voormalig motorcrosser.

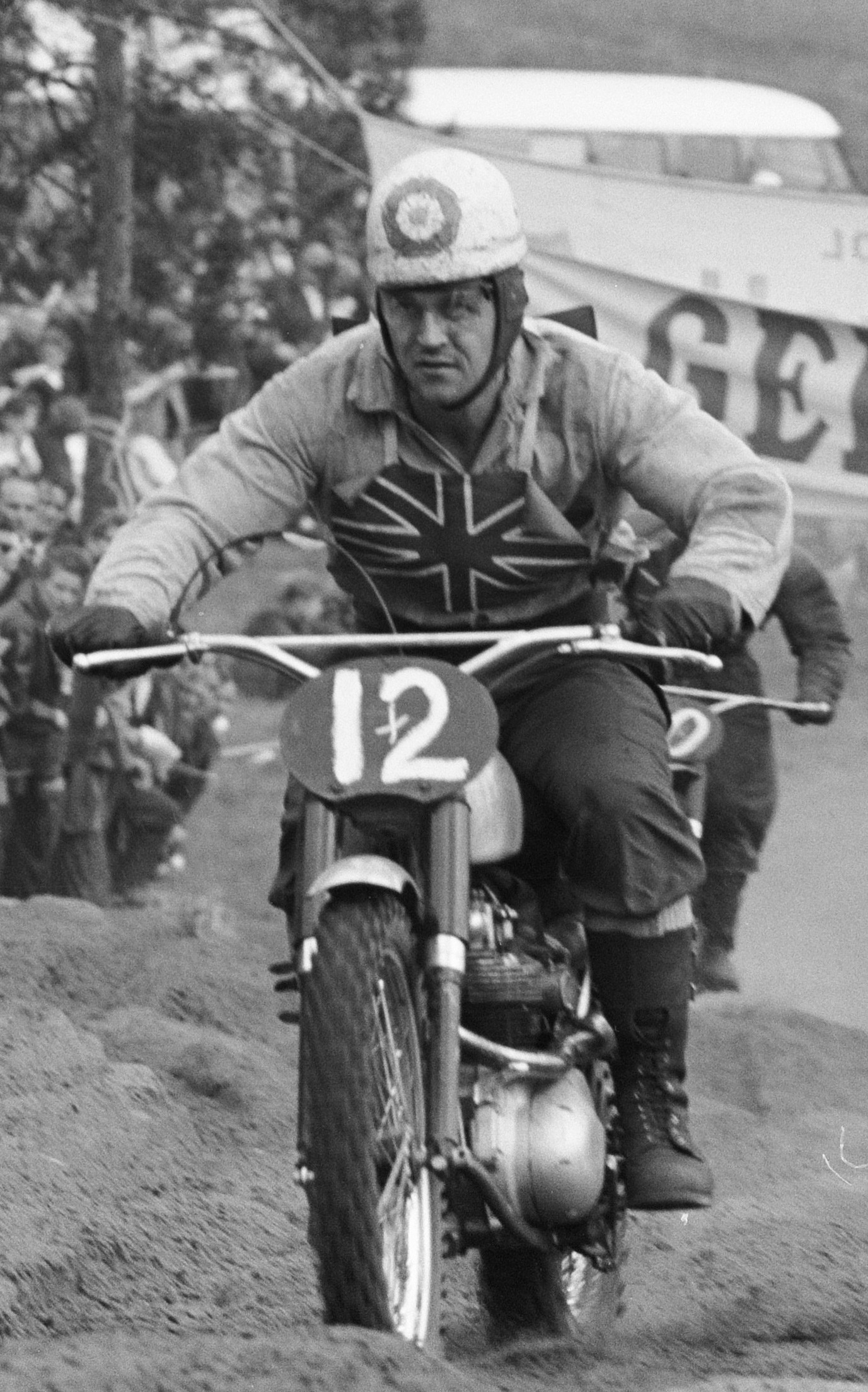
Jeff Smith in Bergharen (1962)

## Carrière
Smith begon zijn carrière in de enduro, die in die tijd nog "Trials" werd genoemd. Hij werd zo succesvol dat hij een aanbieding kreeg om voor Norton te gaan rijden. Nadat hij verhuisde naar BSA, won hij de Britse trialtitel in 1953 en 1954. BSA vroeg aan Smith om zich op het motorcross te richten. In 1964 behaalde hij op dertigjarige leeftijd de Wereldtitel motorcross 500cc, waarbij hij de regerende wereldkampioen, de Zweed Rolf Tibblin versloeg. Hij verdedigde zijn titel succesvol in 1965. Hij won acht keer de Motorcross der Naties met de Britse ploeg.
Nadat hij afscheid nam van de competitie, hielp Smith met de ontwikkeling van offroad-motoren voor Bombardier in Minnesota. Bombardier behaalde de eerste drie plaatsen in het outdoor kampioenschap 250cc in 1974. Smith was ook betrokken bij vintage motorraces en werd uitvoerend directeur van AHRMA, de American Historic Racing Motorcycle Association tot aan zijn pensioen.
In 1970 werd Smith uitgeroepen tot lid van de Orde van het Britse Rijk.

## Palmares
- 1956: Winnaar Motorcross der Naties
- 1957: Winnaar Motorcross der Naties
- 1959: Winnaar Motorcross der Naties
- 1960: Winnaar Motorcross der Naties
- 1963: Winnaar Motorcross der Naties
- 1964: Wereldkampioen 500cc
- 1964: Winnaar Motorcross der Naties
- 1965: Wereldkampioen 500cc
- 1965: Winnaar Motorcross der Naties
- 1967: Winnaar Motorcross der Naties